# Arnold von Eltz
Arnold von Eltz († 1330) war ein römisch-katholischer Geistlicher, von 1324 bis zu seinem Tode Bischof von Cammin in Pommern.
Er stammte aus der moselländischen uradligen Familie Eltz und war Mitglied des Dominikanerordens. Er war Domherr des Trierer Domkapitels und wirkte an der Kurie als päpstlicher Pönitentiar.
Nachdem der bisherige Bischof von Cammin, Konrad IV., gestorben war, ernannte Papst Johannes XXII. ihn 1324 zum neuen Bischof von Cammin. Die Bischofsweihe erhielt er durch Guillaume Pierre Godin, den Kardinalbischof von Sabina.
In Pommern hatte freilich das Camminer Domkapitel eigene Kandidaten für das Bischofsamt. Zunächst wählte es wohl seinen Domdekan Johannes Hacke, der später Bischof von Verden wurde, und dann Ludwig von Henneberg, den Sohn des einflussreichen Statthalters der Mark Brandenburg, Berthold VII. von Henneberg. In dieser ungewissen Situation begab sich Arnold von Eltz erst im Oktober 1327 in sein Bistum. Er bestätigte die Privilegien der Stadt Kolberg, der mächtigsten Stadt im Stiftsgebiet. Doch sah sich Arnold von Eltz einer Gegnerschaft im Camminer Domkapitel, im Adel des Stiftsgebiets und in den Städten Cammin und Köslin gegenüber. Zudem ernannte Nikolaus V., der vom Kaiser unterstützte Gegenpapst, im Januar 1329 Heinrich von Babenberg zum Bischof von Cammin.
Bischof Arnold starb Jahr 1330. Nach seinem Tod wählte das Camminer Domkapitel Friedrich von Eickstedt zum Bischof, der anschließend durch den Papst ernannt wurde.